# Петропавловское муниципальное образование (Дергачёвский район)
Петропавловское муниципальное образование — упразднённое сельское поселение в Дергачёвском районе Саратовской области Российской Федерации.
Административный центр — село Петропавловка.

## История
Статус и границы сельского поселения установлены Законом Саратовской области от 27 декабря 2004 года № 87-ЗСО «О муниципальных образованиях, входящих в состав Дергачёвского муниципального района».
Законом Саратовской области от 22 апреля 2016 года № 46-ЗСО, были преобразованы, путём их объединения, Дергачёвское и Петропавловское муниципальные образования — в Дергачёвское муниципальное образование, наделённое статусом городского поселения, с административным центром в рабочем посёлке Дергачи.

## Население
| 2010 | 2011  | 2012  | 2013  | 2014  | 2015  | 2016  |
| ---- | ----- | ----- | ----- | ----- | ----- | ----- |
| 1153 | ↘1150 | ↘1103 | ↘1093 | →1093 | ↘1090 | ↘1084 |

## Состав сельского поселения
| № | Населённый пункт | Тип населённого пункта       | Население |
| - | ---------------- | ---------------------------- | --------- |
| 1 | Антоновка        | село                         | ↘513      |
| 2 | Петропавловка    | село, административный центр | ↘640      |